# Sékou Koné
Sékou Koné (Bamako, 2006. február 3. –) mali utánpótlás-válogatott labdarúgó, a Premier League-ben szereplő Manchester United középpályása.

## Pályafutása

### Klubcsapatokban

#### Mali
A JMG Akadémián nevelkedett, amit követően a bamakói Guidars játékosa lett.

#### Manchester United
2024. augusztus 30-án a Manchester United bejelentette a játékos szerződtetését. Eleinte az utánpótlás csapatban szerepelt, hogy segítsék beilleszkedését az országban. Manchesterbe igazolása előtt soha nem volt szüksége edzőtermi edzéseken részt venni, így első hónapjaiban a játékos az izomfelépítésén dolgozott. 2025. február 16-án ült először a United felnőtt csapatának cserepadján, amikor is egy sérüléshullám következtében kapott lehetőséget.
2025. augusztus 13-án, miközben a National League Kupában játszott a Manchester United U21-es csapatának színeiben, komolynak tűnő fejsérülést szenvedett az ötödosztályú Tamworth ellen. Konét kórházba szállították, a mérkőzést pedig félbehagyták az első félidő vége előtt. Egy héttel később kiderült, hogy szemgödre sérült meg, és védőfelszereléssel hamar visszatérhetett a pályára.

### A válogatottban
A 2023-as U17-es afrikai nemzetek kupáján képviselte Mali válogatottját, ahol segítségével a csapat negyedik lett, és beválasztották a torna legjobb játékosai közé. Szerepelt az U17-es világbajnokságon is, ahol Mali harmadik lett, Argentínát 3–0-ra legyőzve a bronzmérkőzésen. Ennek következtében egyre több csapat lett érdekelt a játékos leszerződtetésében, mint a Manchester United, a Crystal Palace, a Wolverhampton Wanderers és a Red Bull Salzburg.

## Játékstílusa
Koné védekező középpályás, kiemelkedő állóképességgel és labdaszerzési tehetséggel rendelkezik. Szakértők az elefántcsontparti Yaya Touréhoz hasonlították.

## Statisztika
Frissítve: 2025. február 16.
| Csapat            | Szezon    | Bajnokság      | Bajnokság | Bajnokság | FA-Kupa | FA-Kupa | Ligakupa | Ligakupa | Európa | Európa | Egyéb | Egyéb | Összesen | Összesen |
| Csapat            | Szezon    | Osztály        | Mér.      | Gól       | Mér.    | Gól     | Mér.     | Gól      | Mér.   | Gól    | Mér.  | Gól   | Mér.     | Gól      |
| ----------------- | --------- | -------------- | --------- | --------- | ------- | ------- | -------- | -------- | ------ | ------ | ----- | ----- | -------- | -------- |
| Manchester United | 2024–2025 | Premier League | 0         | 0         | 0       | 0       | 0        | 0        | 0      | 0      | 0     | 0     | 0        | 0        |
| Összesen          | Összesen  | Összesen       | 0         | 0         | 0       | 0       | 0        | 0        | 0      | 0      | 0     | 0     | 0        | 0        |

## Sikerek és díjak
Mali U17
- U17-es világbajnoki bronzérmes: 2023[14]

Egyéni
- U17-es Afrikai nemzetek kupája – A torna csapata: 2023[8]